# 杨假尾孢菌
杨假尾孢菌（學名： (Ellis & Everh.) Deighton, 1976）是一種子囊菌门座囊菌纲煤炱目球腔菌科假尾孢菌屬的真菌，是角斑病的元凶，透過云斑天牛傳播。主要影響白楊、黑楊等樹。
种加名 salicina 意为“柳树的”。

## 參看
- 云斑天牛
- 杨生尾孢 Cercospora populicola Tharp：灰斑病的病原體